# My Blue Heaven (chanson)
 (mars 2025).
Si vous disposez d'ouvrages ou d'articles de référence ou si vous connaissez des sites web de qualité traitant du thème abordé ici, merci de compléter l'article en donnant les références utiles à sa vérifiabilité et en les liant à la section « Notes et références ».
My Blue Heaven est une chanson de Gene Austin de 1927. Composée par Walter Donaldson, elle est reprise par de nombreux artistes par la suite et s'impose comme un classique.